# Mesochorus aquilus
Mesochorus aquilus är en stekelart som beskrevs av Dasch 1974. Mesochorus aquilus ingår i släktet Mesochorus och familjen brokparasitsteklar. Inga underarter finns listade i Catalogue of Life.